# Códigos de bloque
Los códigos de bloque son técnicas utilizadas para transformar un conjunto de datos binarios "N" en otro un poco más largo "K" donde se agregan unos bits de más para dar redundancia al código saliente K, donde (K>N). El número de dígitos de comprobación o redundancia será M=K-N; donde M son la cantidad dígitos adicionados.
El principio que se utiliza en los códigos de bloque consiste en estructurar los datos en bloques de longitud fija y añadir a cada bloque un cierto número de bits llamados bits de redundancia. 
Solo ciertas combinaciones de bits son aceptables y forman una colección de palabras de código válidas. 
Cuando los datos se transmiten al receptor, hay dos posibilidades: 
- Que la palabra que se recibe sea una palabra de código válido.
- Que la palabra que se recibe no sea un código válido, en cuyo caso hay dos posibilidades: 
  - El receptor puede recrear el bloque original FEC (Forward Error Correction o código autocorrector).
  - El receptor puede pedir que se retransmita el bloque ARQ (Automatic Repeat reQuest o código de autochequeo).

- Datos: Q884707